# М-72 (мотоцикл)
М-72 — советский (немецкий) тяжёлый мотоцикл. Копия немецкого мотоцикла BMW R71.
Выпускался крупной серией с 1941 по 1960 год на заводах ММЗ (Москва), Серп и молот (Харьков), ГМЗ (Нижний Новгород), ИМЗ (Ирбит), «Красный Октябрь» (Санкт-Петербург), КМЗ (Киев), «Завод КМП АВИТЕК» (Киров). Первоначально предназначался исключительно для военных нужд и до середины 1950-х годов мотоцикл в свободную продажу не поступал.
Каждый М-72 являлся носителем стрелкового оружия, поэтому по классификации ГАБТУ РККА он классифицировался как «бронетехника». Всего было выпущено более 330 000 ед. (из них 16 860 — с 22 июня 1941 по 9 мая 1945 года). Производился как с коляской, так и в одиночном варианте.

## Технические характеристики
- Масса (одиночки/с коляской) 225/350 кг[1];
- Длина — 2 130/2 380 мм[2];
- Ширина — 815/1 590 мм;
- Высота — 960/1 000 мм;
- База — 1 430 мм;
- Клиренс 135 мм;
- Высота сиденья — 790 мм;
- Мощность двигателя 22 л. с. при 4 600 об/мин;
- Рабочий объём 746 см³;
- Число тактов 4;
- Количество цилиндров 2;
- Диаметр цилиндра 78 мм;
- Степень сжатия 5,5;
- Ход поршня 78 мм;
- Тип свечей А-11;
- Карбюратор К-37;
- Зажигание батарея 3МТ-14;
- Напряжение 6 В;
- Реле-регулятор РР-1/РР-31;
- Генератор, мощность Г-11, 45 Вт;
- Трансмиссия карданный вал;
- Коробка передач 4-х скоростная;
- Передаточные числа 3,60 / 2,28 / 1,7 / 1,3;
- Шины 3,75×19;
- Давление в шинах 1,5/2,5 атм (передняя/задняя);
- Запас топлива 22 л;
- Расход топлива 7 л/100 км;
- Максимальная скорость 110/95 км/ч.

## История

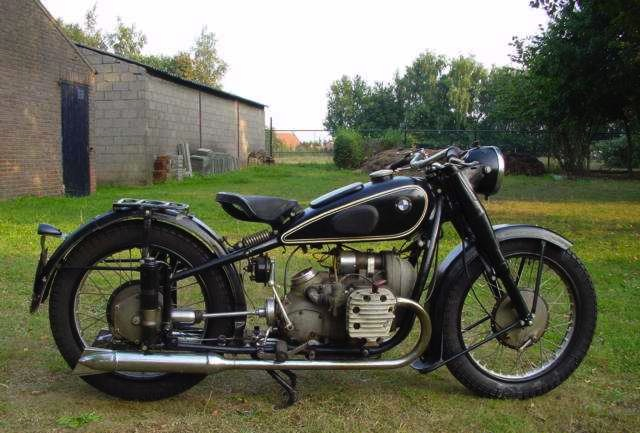
BMW R 71

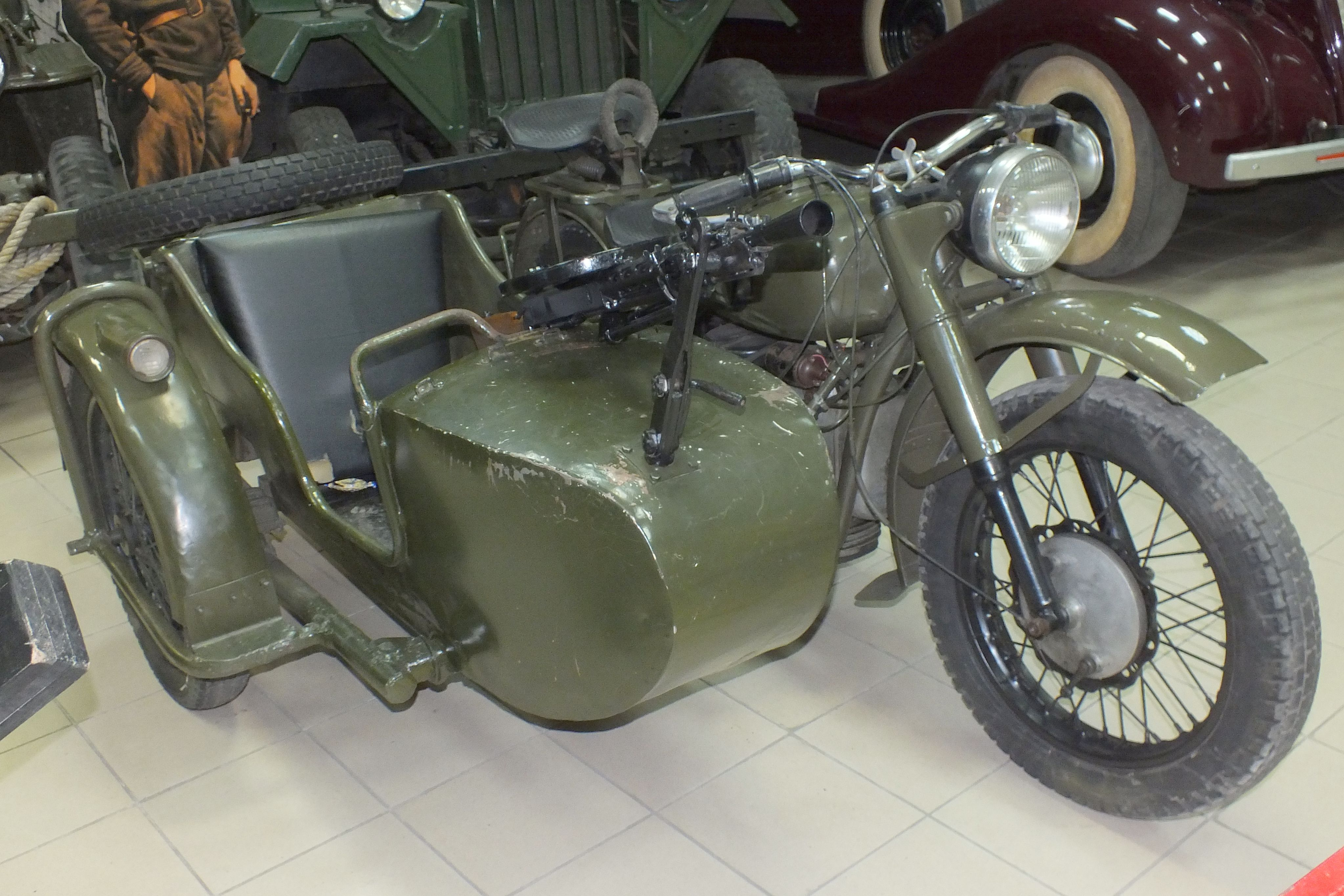
Мотоцикл М-72 во Владивостокском музее автомотостарины

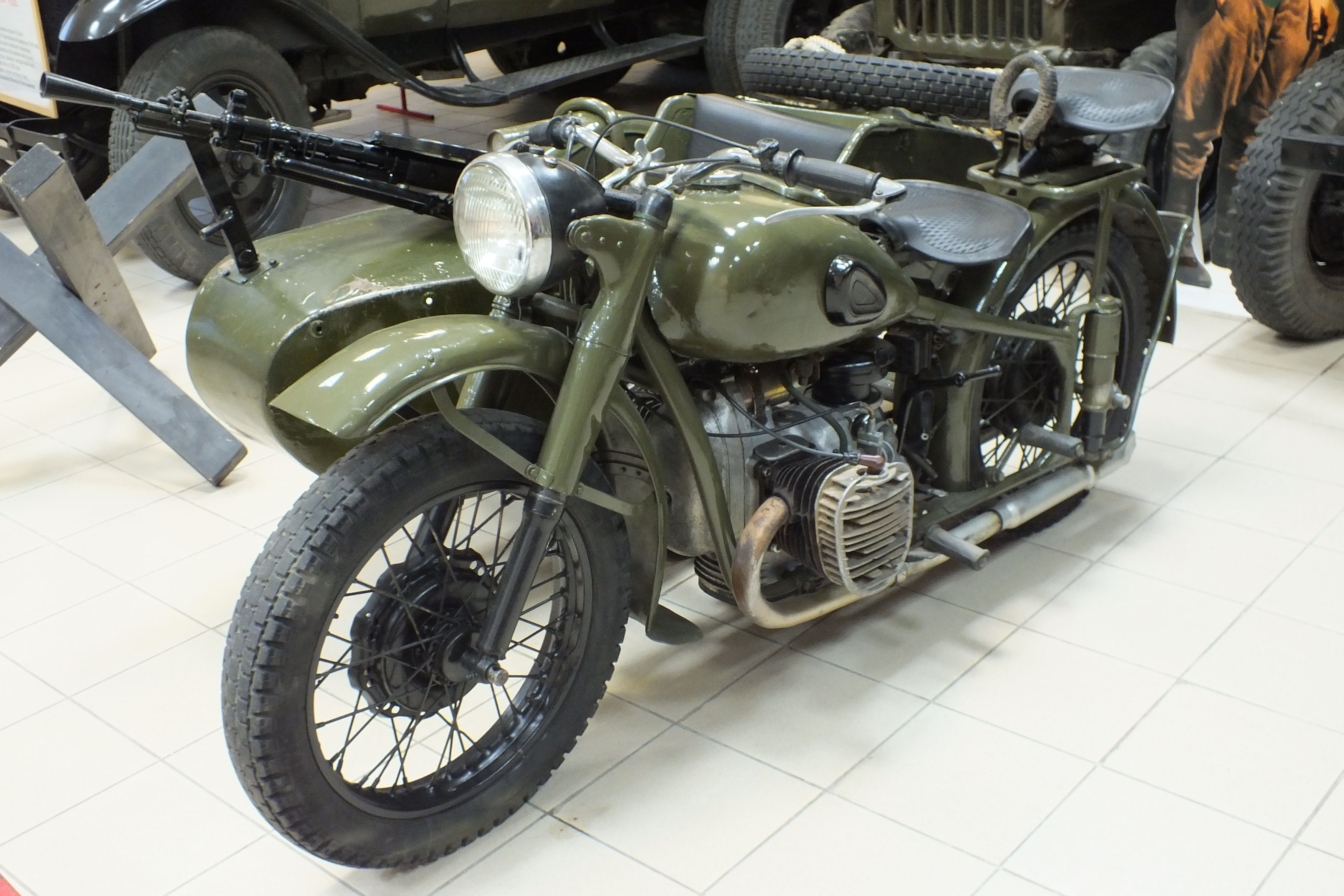
Мотоцикл М-72 с пулемётом ДП

В СССР решение о производстве специального армейского мотоцикла было принято в начале 1940 года. Под руководством Н. П. Сердюкова, который с 1935 по 1940 год проходил стажировку на заводе BMW, на базе московского опытного завода «Искра» было создано специализированное конструкторское бюро по тяжёлому мотоциклостроению. В качестве образца для полного копирования был выбран мотоцикл BMW R 71 (BMW-750), который к тому времени хорошо зарекомендовал себя в Вермахте. Пять мотоциклов и техническая документация были анонимно закуплены в Швеции. С весны 1941 г. производство мотоцикла под маркой М-72 было развернуто на Московском мотоциклетном заводе (ММЗ) По кооперации ЗИС получил украденную документацию и поставлял двигатели, КИМ (ныне АЗЛК) — коробки передач, ГАЗ — карданный вал и боковую коляску. Московский мотоциклетный завод выпускал мотоциклы до 1951 года. Другой базой производства стал харьковский завод, двигателями его снабжал Киевский завод медицинских инструментов. В Ленинграде заводу «Красный Октябрь» также было поручено производство М-72. С 25 февраля 1942 года мотоциклы М-72 начали производить в Ирбите, куда было эвакуировано оборудование с ММЗ, КиМ, АТЭ-1, моторный цех ЗиСа. Основное КБ также переехало из Москвы в Ирбит. Его возглавил Александр Минович Федоров, среди конструкторов находились И. И. Окунев, Н. А. Кукин, В. В. Бекман, испытатели С. И. Карзинкин и Б. В. Зефиров. Одновременно производство мотоциклов М-72 развернул завод «Красная Этна», называвшийся Горьковским мотоциклетным заводом. Параллельно с ИМЗ, начиная с 1951 года, стал делать мотоциклы М-72 и Киевский мотоциклетный завод (КМЗ). Различий в конструкции BMW R71 (за исключением эмблем) у мотоциклов М-72 московского, ирбитского, ленинградского, харьковского или горьковского производства не существовало. С 1955 года мотоциклы М-72 начали продавать населению. Гражданскую версию завода ИМЗ отличали: улучшенный двигатель, усиленные колёса и рама, торсионная подвеска колеса коляски, новая цветовая гамма и надпись «Ирбит» на баке. Однако все эти гражданские мотоциклы состояли на военном учёте в военкомате и в военное время подлежали реквизиции. Было выпущено 8,5 тыс. мотоциклов.

## Конструкция

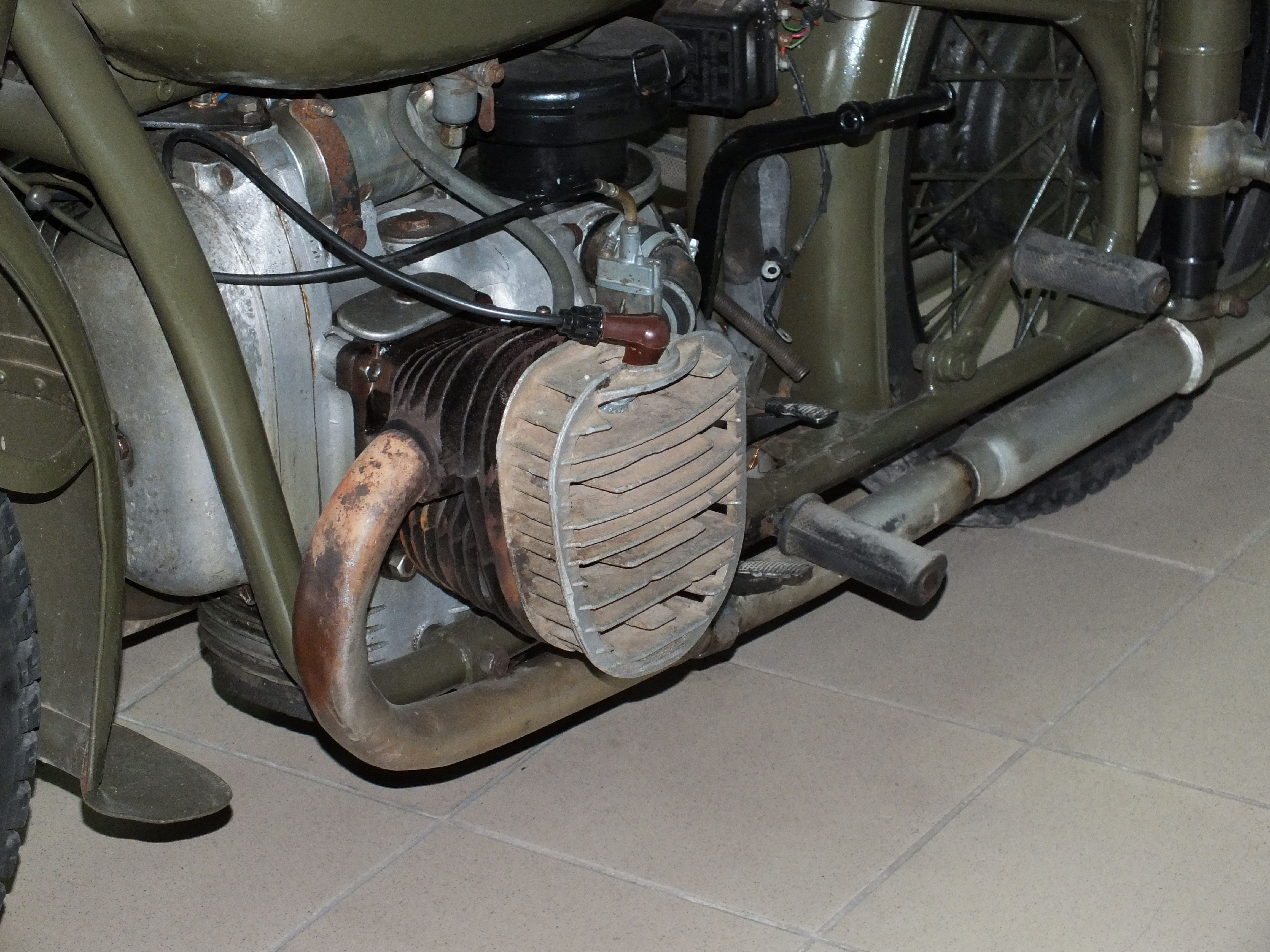
Нижнеклапанный оппозитный двигатель М-72, обратите внимание на характерную головку цилиндра(на данном экземпляре головка цилиндра от мотоцикла К-750, отличается более развитым оребрением)

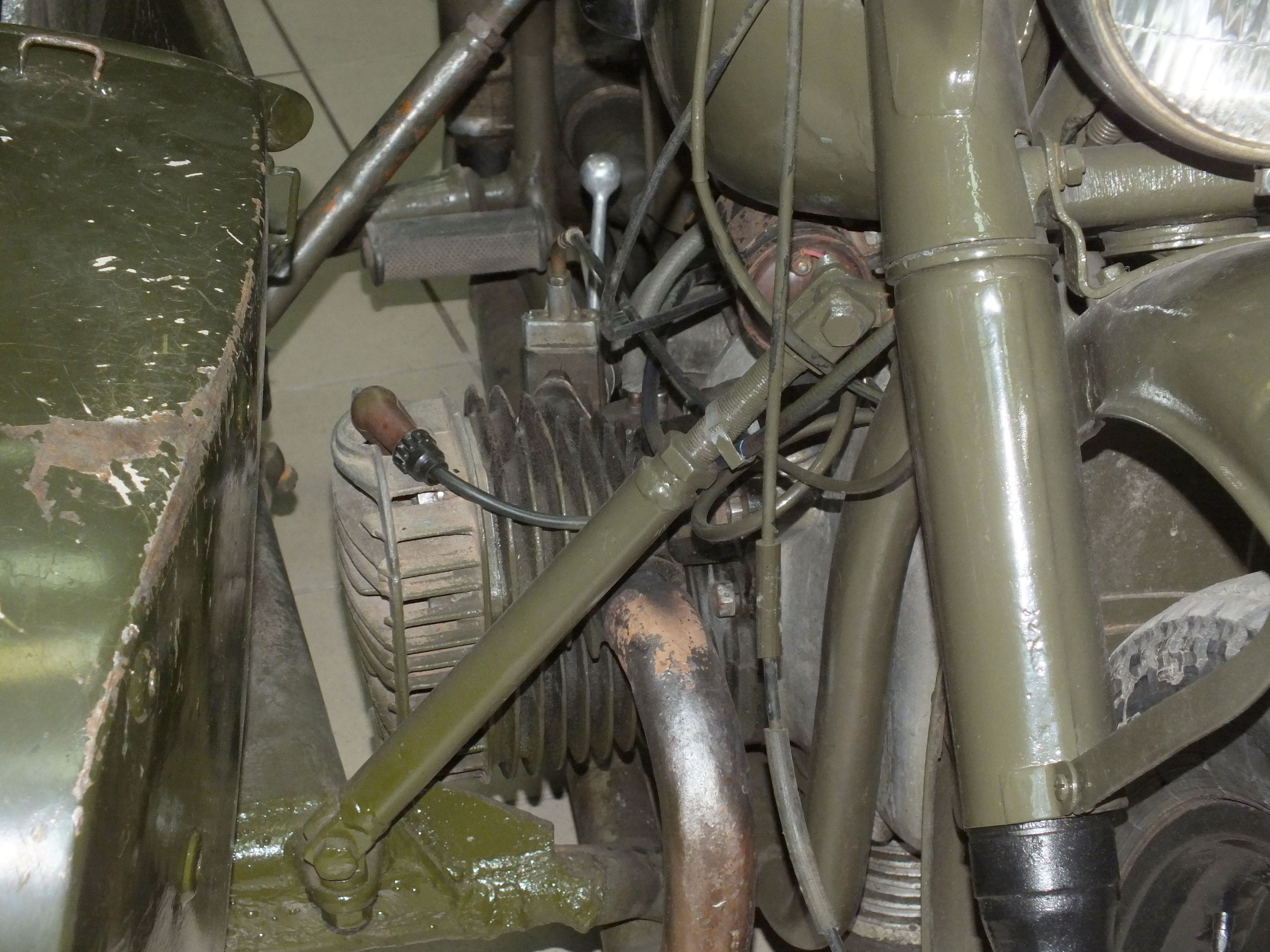
Рукоятка переключения хода серебристого цвета

Конструкция прототипа (BMW R71) была ориентирована на массовое производство и содержала одновременно немало технических новшеств, которые на советских мотоциклах ранее не применялись. Это дуплексная рама, ножное переключение передач, пружинная подвеска заднего колеса, телескопическая передняя вилка (после войны на последних сериях М-72 ставили рычажную вилку), карданная передача, питание каждого цилиндра от собственного карбюратора.

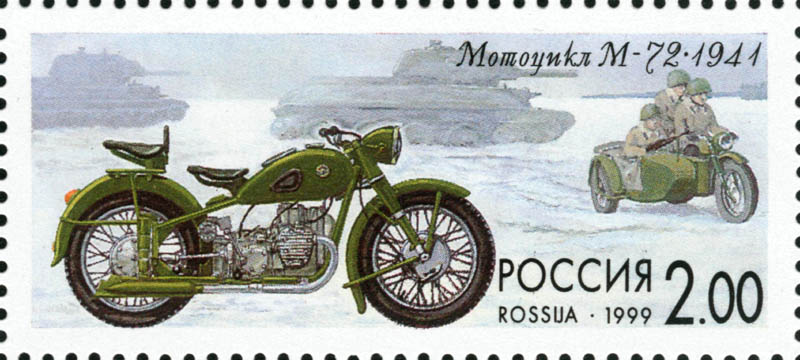
М-72 на почтовой марке России

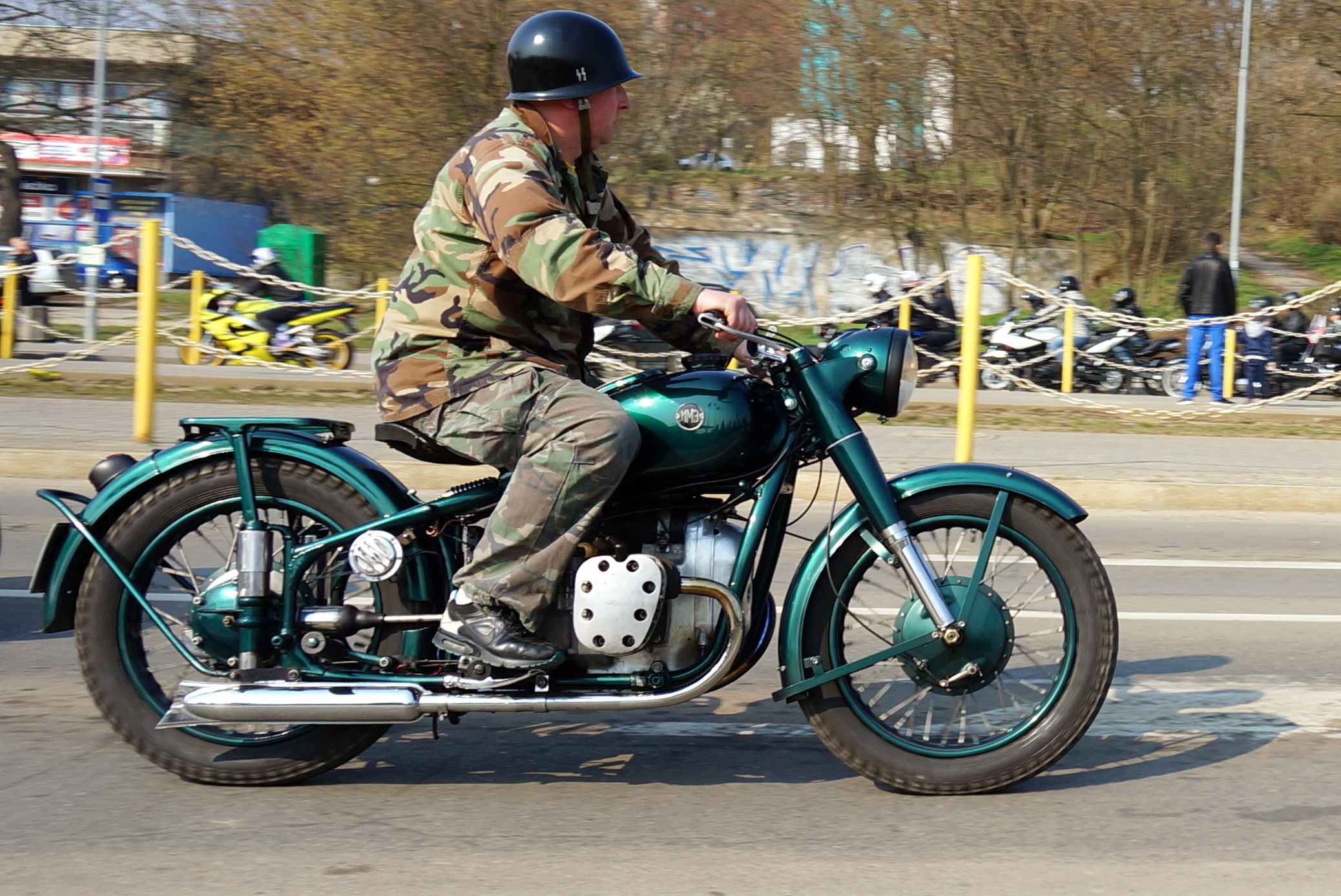
ИМЗ

Оппозитное расположение цилиндров в двигателе обеспечило не только его хорошую уравновешенность, но и низкий центр тяжести всего мотоцикла. У М-72 он лежал на высоте 592 мм. Все вспомогательные узлы (прерыватель, маслонасос, генератор) на М-72 приводились шестернями, чугунные цилиндры покрыты антикоррозионным жаростойким чёрным лаком, шатунные подшипники коленчатого вала — роликовые, коренные — шариковые. Шатуны сидели не на общей шейке, а каждый на своей. Поэтому левый цилиндр по ходу машины смещён вперёд на 39,2 мм относительно правого. В интересах уменьшения длины картера двигателя и, следовательно, его массы (с коробкой он весил 75 кг), коленчатый вал на М-72, как и у прототипа БМВ-R71, сделан двухопорным, а его средняя щека — сравнительно тонкой (18 мм). Мотоцикл М-72 выделялся среди своих ровесников рычагами управления, концы которых смотрели не наружу, а внутрь: при падениях уменьшался риск их повреждения. При езде с коляской порой оказывалось удобным переключать передачи не педалью, а расположенным справа от коробки коротким рычагом с шишечкой на конце.
На мотоцикл устанавливались сумки для боеприпасов и ЗИП, специальные кронштейны с поворотным устройством для закрепления ручного пулемёта (вертлюг). Пулемёт Дегтярёва крепился сошками к пластине вертлюга, что облегчало его транспортировку и позволяло вести огонь с места и даже на ходу. Трубчатые кронштейны спереди и сзади коляски, в которые вставлялся вертлюг, позволяли вести огонь как по ходу мотоцикла, так и назад. В очень ограниченном количестве в войска поступали также модификации с установленным вместо корпуса коляски 82-миллиметровым миномётом.
В 1949 году внедрён двойной воздушный фильтр — сетчатый и инерционно-масляный. С 1950 года вместо реле-регулятора РР-1 мотоциклы стали комплектоваться новым прибором РР-31. Затем, в 1952 году, внедрили усовершенствованный генератор Г11А. Его мощность как у предшественника (Г11), так и у последующей модели (Г414) оставалась, однако, неизменной.
С 1956 года ИМЗ перешёл на модель М-72М. Её главное отличие — среди усовершенствований двигателя замена (с 1955 года) переднего подшипника распределительного вала (вместо втулки — шариковый). По ходовой части: усилена рама, изменён редуктор главной передачи, усилены колёса: на тормозном барабане появился штампованный «кружевной» венец для более надёжного закрепления спиц. Во избежание блокирования колеса липкой грязью передний щиток поднят и закреплён на подрессоренной части передней вилки. Мотоцикл получил новую коляску.
Дальнейшего развития М-72М не произошло.

## Спортивные модификации
- М-72К — кроссовый мотоцикл для спортивных клубов, выпускался небольшими партиями. Облегчённый, с форсированным двигателем мощностью 30 л. с. Увеличение мощности достигнуто изменением фаз газораспределения, увеличением высоты подъёма клапана и расшлифовкой впускного и выпускного каналов. Мотоцикл М-72К имеет забор воздуха с верхней поверхности бензобака, улучшенные передние и задние грязевые щитки, двойное седло водителя и покрышки со специальным «кроссовым» рисунком протектора, выведенные на уровень с верхними трубами рамы глушителя, переднюю вилку без фары, герметичные системы электрооборудования с магнето, привод которого состоит из двух шестерён. Ведущая шестерня вращается вместе с распределительным валом, а ведомая — вместе с промежуточным валом, установленным в передней крышке. Магнето соединено с промежуточным валом кулачковой муфтой. Значительное уменьшение веса достигнуто благодаря лёгкому боковому прицепу и облегчению ходовой части мотоцикла. На подвеске заднего колеса установлен фрикционный амортизатор, гасящий колебания задней подвески. Рукоятка управления дросселем — катушечного типа, что позволяет резко открывать дроссель при небольшом угле поворота рукоятки.

- М-75М — спортивный мотоцикл с коляской на базе дорожного М-72. Двигатель с верхнеклапанными головками из алюминиевого сплава, полусферическими камерами сгорания, коромыслами с игольчатыми подшипниками. Коробка передач со сближенными передаточными числами (1,875-1,3-1,0-0,917). Ходовая часть мотоцикла облегчена за счёт узких крыльев и отсутствия багажника.
- М-76 — спортивный мотоцикл-одиночка на базе дорожного М-72. Двигатель и коробка передач аналогичны М-75М, но имеет систему смазки с сухим картером[6]. Бачок для масла установлен возле седла мотоцикла. Зажигание — от магнето.
- М-80 — гоночный мотоцикл, созданный на Горьковском мотозаводе (ГМЗ) в 1946 году на базе дорожного М-72. Считается, что инженер Наум Гудкин (создатель мотоцикла) использовал задел двигателей М-75[7](разработка которого велась в то же время), так как централизация промышленности в СССР позволяла передавать детали и целые конструкции между предприятиями. В 1947 году на таком мотоцикле заслуженный мастер спорта СССР Евгений Грингаут установил всесоюзный рекорд скорости в классе мотоциклов до 750 см3 — 172 км/ч.[8]

|                                            | М-72       | М-72К   | М-75М       | М-76           | М-80                          |
| ------------------------------------------ | ---------- | ------- | ----------- | -------------- | ----------------------------- |
| Год выпуска                                | 1941       |         | 1947        | 1948-1949      | 1946                          |
| Колёсная база, мм                          | 1400       | 1400    | 1400        | 1400           | 1400                          |
| Дорожный просвет без нагрузки, мм          | 153        |         | 153         | 153            |                               |
| Вес мотоцикла-одиночки (без заправки), кг  | 210        |         | 180         | 175            | 192                           |
| Вес мотоцикла(без заправки) с коляской, кг | 330        | -       | 300         | -              | -                             |
| Ёмкость бензобака, л                       | 20         |         | 20          | 20             |                               |
| Макс. скорость мотоцикла-одиночки, км/ч    | 110        |         | 160         | 170            | 170                           |
| Макс. скорость мотоцикла с коляской, км/ч  | 95         | -       | 135         | -              | -                             |
| Рабочий объём двигателя, см³               | 746        | 746     | 746         | 746            | 746                           |
| Степень сжатия                             | 5,5        |         | 8,5         | 9,5            |                               |
| Мощность двигателя, л. с.                  | 22         | 30      | 36          | 38             | 40                            |
| Обороты при макс. мощности об/мин          | 4600       |         | 5100        | 5300           | 6000                          |
| Ёмкость маслосистемы                       | 2,5        |         | 4           | 4,5            |                               |
| Карбюраторы                                | К-37       |         | К-37        | К-40           | К-37 с доработками            |
| Диаметр диффузора                          | 24         |         |             |                | 29                            |
| Система зажигания                          | батарейная | магнето | батарейная  | магнето М-48-Б | батарейная                    |
| Передаточное число главной передачи        |            |         | 4.62 (8/37) | 3.6 (10/36)    |                               |
| Шины                                       | 3,75-19    |         | 3,75-19     | 3,50-19        | 3,25-19 (перед) 3,50-19 (зад) |

## Где можно увидеть
- Россия 
  - Музей отечественной военной истории в деревне Падиково Истринского района Московской области.
  - Музей в городе Ирбите Свердловской области.
  - Музей ретро-мотоциклов «Мотомир Вячеслава Шеянова» в пгт. Петра-Дубрава, Самарской области.
  - Музей ретро-техники рядом с г. Славгород (Яровое) Алтайского края.
  - Музейный комплекс УГМК, Верхняя Пышма, Свердловская область.